# Conus ignotus
Conus ignotus é uma espécie de gastrópode do gênero Conus, pertencente à família Conidae.